# Jed
Jed är rockgruppen Goo Goo Dolls andra studioalbum, utgivet 1989. 
Det är det första albumet som John Rzeznik sjunger på, på låtarna "Up Yours" och "James Dean". Dessutom gör Lance Diamond ett gästspel som sångare på Creedence Clearwater Revival-covern "Down on the Corner". Övriga låtar sjungs av Robby Takac.

## Låtlista
Samtliga låtar skrivna av Goo Goo Dolls, om annat inte anges.
1. "Out of Sight" - 2:10
2. "Up Yours" - 1:37
3. "No Way Out" - 2:39
4. "7th of Last Month (Or Iggy the Cat Gets a Bath)" - 3:08
5. "Love Dolls" - 2:07
6. "Sex Maggot" - 1:56
7. "Down on the Corner" (Tom Fogerty) - 3:24
8. "Had Enough" - 2:48
9. "Road to Salinas" - 2:40
10. "Em Elbmuh"     	 1:02
11. "Misfortune" - 1:59
12. "Artie" - 2:43
13. "Gimme Shelter" (Mick Jagger/Keith Richards) - 2:15
14. "James Dean" - 3:51